# Ferula sabulosa
Ferula sabulosa är en växtart i släktet Ferula och familjen flockblommiga växter.
Arten är en perenn ört som förekommer i Centralasien. Den beskrevs först av Dmitrij Litvinov som Dorema sabulosum, och fick sitt nu gällande namn av Aleksandr Sennikov 2021.